# Forchheim
Forchheim är en stad, Große Kreisstadt, ”stor distriktsstad” i Landkreis Forchheim i Regierungsbezirk Oberfranken i förbundslandet Bayern i Tyskland. . Staden, som för första gången omnämns i Diedenhofener Kapitular utfärdat av Karl den store år 805, har cirka 34 000 invånare.

## Vänorter
Forchheim har följande vänorter:
- Broumov, Tjeckien
- Gherla, Rumänien
- Le Perreux-sur-Marne, Frankrike
- Pößneck, Tyskland
- Roppen, Österrike
- Rovereto, Italien